# William Bliss Carman
William Bliss Carman (ur. 15 kwietnia 1861 w Fredericton w Nowym Brunszwiku, zm. 8 czerwca 1929 w New Canaan w Connecticut) – kanadyjski poeta i publicysta.
Tworzył w języku angielskim romantyczną lirykę opisującą piękno przyrody, bliską poetyce (zbiory "Ballads and Lyrics" 1902, "Later Poems" 1921). Autor odczytów o literaturze kanadyjskiej ("Talks on Poetry and Life", 1926) oraz antologii poezji światowej i amerykańskiej.